# Joan Montalà
Joan Montalà (Valls, 1927 — Barcelona, 18 de gener de 1999) fou un poeta i eclesiàstic català.
Es va formar al Seminari de Tarragona i va completar els seus estudis a les universitats de Comillas i de Madrid. Va treballar a la cúria de l'Arquebisbat de Tarragona. Va començar a treballar la poesia ja en l'etapa madura de la seva vida. Això no l'impedí rebre premis com el Carles Riba de Poesia o el Ribas i Carreras.